# Tomasz Leśniowski
Tomasz Leśniowski (Ps. David Magen, * 25. Juli 1968 in Nowa Ruda) ist ein polnischer Lyriker.

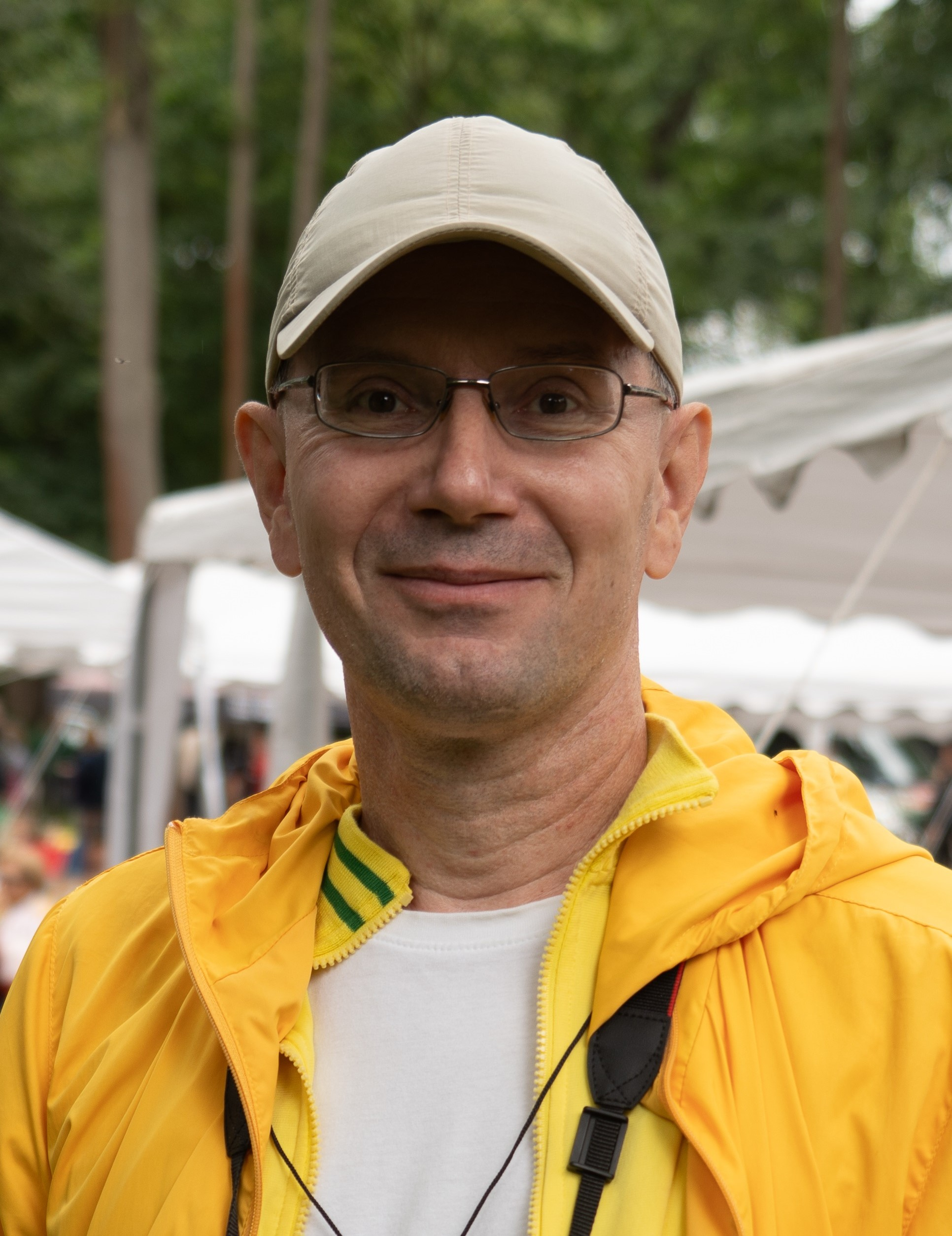
Tomasz Leśniowski

Absolvent der Universität Breslau und der Universität Oppeln. Mitbegründer der Noworudzki Klub Literacki Ogma und der Polsko-Czeska Grupa Poeci ’97 mit Krzysztof Karwowski. Mitorganisator von Nowa Ruda Begegnungen mit Poesie und polnisch-tschechischen Dichtertreffen. Juror polnischer Poesiewettbewerbe und zusammen mit Karol Maliszewski und Olga Tokarczuk des regionalen literarischen und journalistischen Wettbewerbs „Meine kleine Heimat“. Autor von fünf Gedichtblättern und einem Gedichtband. Mitherausgeber oder Herausgeber von über 60 Bänden und Anthologien, die in Nowa Ruda erschienen sind.

## Veröffentlichungen
- „na twym grobie“, 1991
- „Virginia, Abigail“,  1995
- „odłamek macewy“,  1997
- „niedziela w kłodzku“, 1998
- „dzień mózgu“, 2000
- „Noworudzki Klub Literacki Ogma, Grupa Poeci ’97“, 1999
- „Poeci Doskonale Wierni: Noworudzki Klub Literacki Ogma, Polsko-Czeska Grupa Poeci ’97 w latach 1900–2004“,  Karol Maliszewski (Vorwort), 2005, ISBN 978-83-88842-79-5
- „Klimat społeczny domu dziecka“, 2007, ISBN 978-83-60478-36-3
- „Ulica Bohaterów Getta. Wiersze wybrane“, 2022, ISBN 978-83-66996-30-4.